# Trichocera brevis
Trichocera brevis is een muggensoort uit de familie van de wintermuggen (Trichoceridae). De wetenschappelijke naam van de soort is voor het eerst geldig gepubliceerd in 2002 door Krzeminska.